# Dargol (Fluss)
Der Dargol ist ein Nebenfluss des Niger in den Staaten Burkina Faso und Niger.

## Verlauf
Der Dargol entspringt in Burkina Faso östlich der Stadt Dori. Von dort fließt er ostwärts über die Staatsgrenze zu Niger. Er durchfließt die Mare d’Ossolo und wird vor der Stadt Téra durch die 1980 fertiggestellte Téra-Talsperre gestaut. Der Stausee dient der Bewässerung, der Wasserversorgung und der Viehwirtschaft. Etwa 20 km nach Téra mündet der 77 km lange Tilim als wichtigster der kleinen Nebenflüsse in den Dargol. Größere Dörfer am weiteren Flusslauf sind Bandio, Garbougna, Kossogo, das gleichnamige Dargol, Bangou Tara, Guériel, Dartchandé und Koulikoira. Nördlich des Dorfs Gothèye mündet der Dargol in den Niger.
Der Fluss hat eine Gesamtlänge von 212 km und ein Einzugsgebiet von 7200 km². Das Flussbecken liegt durchschnittlich auf 257 m Seehöhe, mit einer Bandbreite von 200 bis 320 m. In seinem Mittellauf weist der Dargol ein Gefälle von 35 cm/km auf, das sich im Unterlauf auf 55 cm/km steigert.

## Hydrometrie
Die geschätzte durchschnittliche jährliche Durchflussmenge bei der Messstation in Kakassi betrug von 1957 bis 1978 160 Millionen m³ und von 1978 bis 2001 173 Millionen m³. Allgemein steigt die Wasserführung des Dargol und seiner in der Regel trockenen Zubringer während der etwa zwei bis drei Monate dauernden jährlichen Regenzeit an.
Durchschnittliche monatliche Durchströmung des Dargol gemessen an der hydrologischen Station bei Kakassi in m³/s.

## Geologie
In geologischer Hinsicht ist der Dargol von Granit mit zum Teil präkambrischen Überlagerungen geprägt. Das Landschaftsbild ist schroff. Äolische Sedimente sind vorwiegend im Unterlauf anzutreffen.